# モリー・レイ
モリー・レイ（Molly Leigh、1685年-1746年）はイギリス人の女性。魔術を使ったとして告訴され、裁判にかけられる前に死亡した。死後も「街に取り憑いている」としてその墓が荒らされた。20世紀の魔女シビル・リークは、自分がレイの子孫だと主張し、ちょうどレイがしたように烏を飼い、「ミスター・ホットフット・ジャクソン」と名付けていた。

## 幼少期
モリー・レイは1685年に、イギリス、スタッフォードシャー、バーズレムの荒れ地の端にある村に生まれた。孤独な性格で、旅行者や通行人に自分の飼っている数頭の乳牛の乳を売って生計を立てていた。彼女は一風変わった人で、クロウタドリを飼って可愛がっていた。レイが牛乳を持ってバーズレムを訪れ、加工所（あるいは販売所）に売ろうとする時には、よくこの鳥が肩にとまっていたという。短気なことで知られており、バーズレムの人々は彼女のことを不審に思っていた。しかし実はこれは当然なことで、というのも当時イギリスでは、女性、特に年配の女性が一人きりで辺鄙な場所に住んでいた場合、しばしば魔女だという烙印を押されたからである。

## 魔術
レイの場合には、地元の牧師、スペンサー師が告発の張本人だった。彼は、自分がよく訪れていた「タークス・ヘッド・パブ」の看板の上に、彼女が、自分が飼っていたクロウタドリを飛ばして留まらせた、と言うのだった。そして、その鳥が看板の上に留まっていたことが「店のビールがまずくなったことの原因だ」と主張したのである。さらには街の人々の病気についてもその責任をレイが負わされたのである。

## 死
レイは1746年に死んだ。そしてバーズレムの教会に付属する墓地に葬られたが、彼女の幽霊が街に取り憑いていると主張する者が現れた。スペンサーは、ストーク、ウォルスタントン、ニューカッスルといった街の牧師達とともに彼女の死体を掘り返し、棺桶を開き、彼女が飼っていたまだ生きているクロウタドリを中に閉じ込めたのだった。それから彼らはレイのひつぎを子午線に平行となるよう埋め直した。墓地にある他の墓に90度となる角度で埋葬したのである。

## 神話
彼女の幽霊がバーズレムの街に現れ、通りを歩いて自分の犯した罪を謝って回る、という話がある。さらには、彼女の魂は数人の牧師からなる一団によって悪魔払いされたのだが、結果は首尾良く行ったもののその過程で数人が亡くなった、という話まで存在している。
「モリーレイ、モリーレイ、りんごの木まで追いかけてこい」という呪文をレイの墓の周りをスキップしながら三回唱えると、彼女の魂が戻ってくるという者もいる。こうした幽霊の物語は現在でも子供達に語り継がれている。

## 現代文化への影響
モリー・レイにまつわる幽霊譚が長く語り継がれてきたこととは別に、レイの物語は、映画の構想のヒントにもなっている。フラッシュガン・フィルムが作製した「モリー・クロウズ」という映画が2012年にストーク近辺で撮影された。2014年中に公開される予定である。映画の筋には、モリーの魂が戻ってきて誤って彼女を殺した者達の子孫に復讐する、という内容が含まれている。